# Suzie Plakson
Suzie Plakson, pseudonimo di Susan Plaksin (Buffalo, 3 giugno 1958), è un'attrice statunitense.

## Biografia
Cresciuta a Kingston (Pennsylvania), ha studiato alla Northwestern University ed ha iniziato la carriera di attrice teatrale recitando fra l'altro in Stop the World, I Want to Get Off. È stata poi la Marchesa Theresa Du Parc nella trasposizione teatrale a Broadway de La Bête.
Attiva dal 1987, è conosciuta prevalentemente per la sua attività di attrice televisiva. È stata infatti nel cast di diverse serie televisive, fra cui il franchise di Star Trek, in cui ha interpretato 4 differenti personaggi, e più precisamente: in Star Trek: The Next Generation la vulcaniana Dr. Selar e la femmina per metà umana e per metà klingon K'Ehleyr; in Star Trek: Voyager la Femmina Q nell'episodio Questioni di Q-ore; in Star Trek: Enterprise l'andoriana Tarah nell'episodio Cease Fire ("Cessate il fuoco"), cosa che l'ha portata ad assumere il ruolo di maestro di cerimonie per la chiusura di Star Trek: The Experience nel 2008.
Ha preso parte a How I Met Your Mother nel ruolo di Judy Eriksen e alla serie Innamorati pazzi. È stata inoltre Meg Tynan nella sitcom Love & War. Ha recitato nel primo film nel 1987 in Ho sposato un'aliena. Nel 2008 la Plakson ha inciso l'album di alternative country rock Good Luck Charm.

## Filmografia parziale

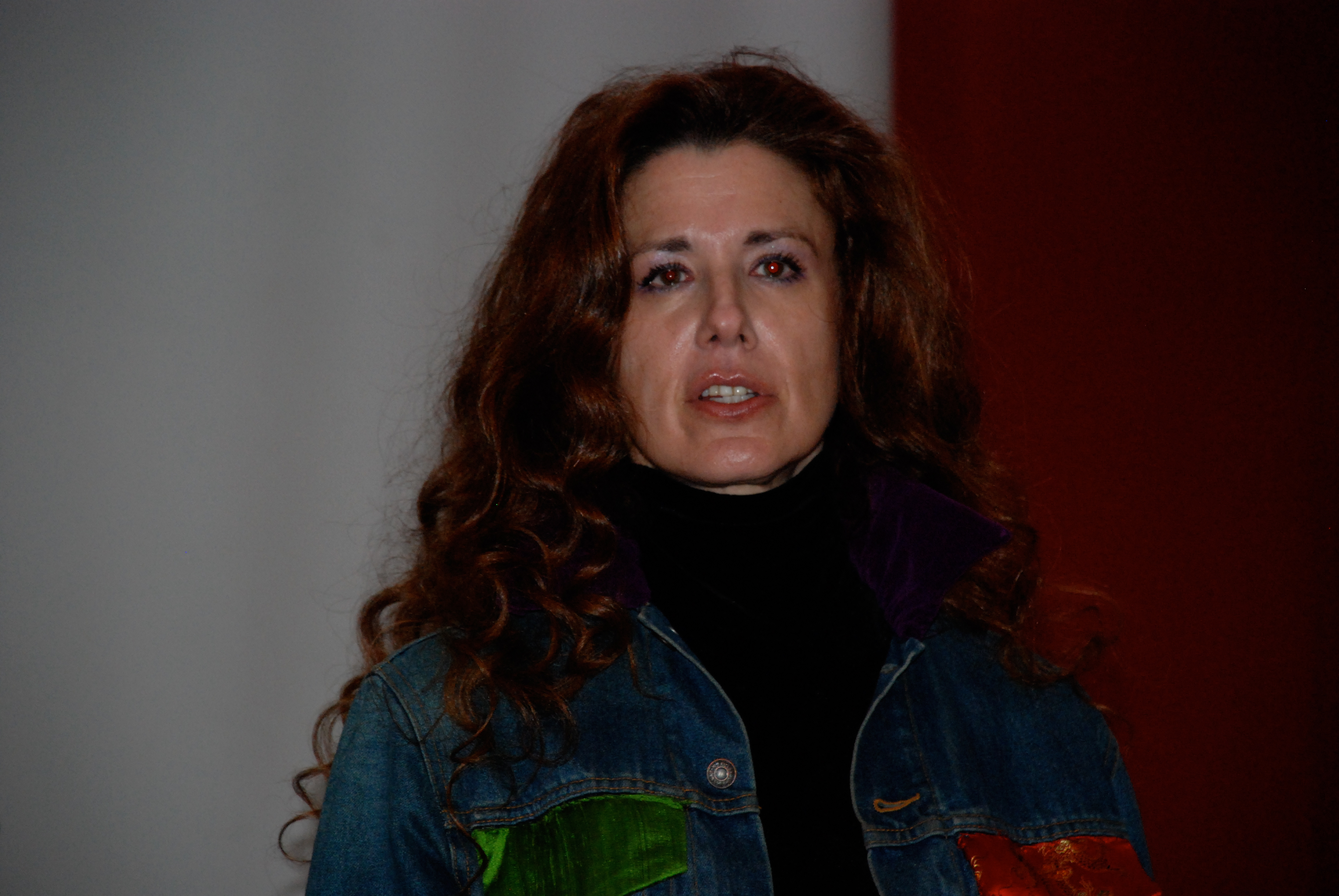
Suzie Plakson nel 2008

### Cinema
- Ho sposato un'aliena (My Stepmother Is an Alien), regia di Richard Benjamin (1988)
- Rivelazioni (Disclosure), regia di Barry Levinson (1994)
- Sesso & potere (Wag the Dog), regia di Barry Levinson (1997)
- Red Eye, regia di Wes Craven (2005)

### Televisione
- I dinosauri (Dinosaurs) – serie TV (1991-1994)
- Star Trek: The Next Generation – serie TV , episodi 2x06-2x20 (1989), episodio 4x07 (1990)
- Star Trek: Voyager – serie TV , episodio 3x11 (1996)
- Innamorati pazzi (Mad About You) – serie TV (1996-1999)
- Star Trek: Enterprise – serie TV, episodio 2x15 (2003)
- Bones – serie TV, episodio 6x19 (2005)
- How I Met Your Mother – serie TV, 15 episodi (2005-2014)